# النا روئیس
النا روئیس (انگلیسی: Elena Ruiz؛ زادهٔ ۲۹ اکتبر ۲۰۰۴) بازیکن واترپلو زن اهل اسپانیا است.